# هان یو
هان یو (انگلیسی: Han Yu؛ ۷۶۸ – ۸۲۴ (۵۵−۵۶ سال)) یک شاعر، پدیدآور، و فیلسوف اهل چین بود.